# Kiesowa Gora
Kiesowa Gora (ros. Кесова Гора) – osiedle typu miejskiego w Rosji (obwód twerski), nad Kaszynką.